# Leucosticte
A Leucosticte a madarak osztályának verébalakúak (Passeriformes) rendjébe a pintyfélék (Fringillidae) családjába tartozó nem.

## Rendszerezésük
A nemet William John Swainson angol ornitológus 1832-ben, az alábbi fajok tartoznak ide:
- erdei hópinty (Leucosticte nemoricola)
- gyékényhópinty (Leucosticte brandti)
- rózsáshasú hópinty (Leucosticte arctoa)
- szürkearcú hópinty (Leucosticte tephrocotis)
- sziklás-hegységi hópinty (Leucosticte atrata)
- barnasapkás hópinty (Leucosticte australis)

## Előfordulásuk
Ázsiában és Észak-Amerika területén honosak. Természetes élőhelyeik a tundrák, mérsékelt övi gyepek, sziklás környezetben, lápok, mocsarak, folyók és patakok környékén.

## Megjelenésük
Testhosszúságuk 15-19 centiméter körüli.